# Taratak (Sutera)
Taratak is een bestuurslaag in het regentschap Zuid-Pesisir van de provincie West-Sumatra, Indonesië. Taratak telt 6376 inwoners (volkstelling 2010).